# Gliese 221
Gliese 221 (GJ 221), también conocida como BD-06 1339, es una estrella con un compañero exoplanetario en la constelación ecuatorial de Orión. Es demasiado débil para ser visible a simple vista, con una magnitud visual aparente de 9,70 y una magnitud absoluta de 8,15. Mediante mediciones de paralaje, la distancia de este sistema se puede estimar en 66,2 años luz. Se aleja del Sol a una velocidad radial de +23 km/s. Se trata de una estrella de alto movimiento propio, que recorre la esfera celeste a una velocidad angular de 0,333″·año−1.
Esta es una estrella de secuencia principal de tipo K tardío o tipo M temprano con una clasificación estelar de K7V/M0V. Tiene el 72% de la masa y el 61% del radio del Sol. La estrella tiene aproximadamente 4.4 mil millones de años y está empobrecida en elementos pesados, conteniendo solo el 46% de la abundancia solar de hierro. Es una estrella activa y se ha encontrado que el nivel de actividad cromosférica varía significativamente con el tiempo. La estrella irradia el 10% de la luminosidad del Sol desde su fotosfera a una temperatura efectiva de 4324 K.

## Sistema planetario
De 2003 a 2012, la estrella estuvo bajo observación del High Accuracy Radial Velocity Planet Searcher (HARPS). Su actividad está disminuyendo, lo que permitió realizar mediciones planetarias de menor masa.
En enero de 2013, se dedujo mediante velocidad radial la existencia de un superplaneta Venus y un Neptuno/Saturno excéntrico en la zona de habitabilidad. Estos hallazgos se confirmaron en mayo de 2013. En enero de 2014, se propuso un candidato a planeta d.
El planeta Gliese 221b (BD-06 1339 b) no transita el disco de la estrella anfitriona, y su existencia fue cuestionada en 2022.
| Planeta           | Masa                | Semieje mayor (UA) | Periodo orbital (días) | Excentricidad | Inclinación | Radio              |
| ----------------- | ------------------- | ------------------ | ---------------------- | ------------- | ----------- | ------------------ |
| b (disputado)     | >8.5806 ± 1.2712 M⊕ | 0.0428 ± 0.0007    | 3.8728 ± 0.0004        | -             | - °         | - R⊕               |
| c                 | ~2.15 M⊕            | 0.435 ± 0.007      | 125.94 ± 0.44          | 0.31 ± 0.11   | - °         | >54.026 ± 9.534 R⊕ |
| d (no confirmado) | 22.246 M⊕           | 1.0947             | 500                    | -             | - °         | - R⊕               |